# Caecidotea bicrenata
Caecidotea bicrenata is een pissebed uit de familie Asellidae. De wetenschappelijke naam van de soort is voor het eerst geldig gepubliceerd in 1963 door Steeves.